# Tereza Hrochová
Tereza Hrochová (* 24. Februar 1996 in Česká Lípa) ist eine tschechische Leichtathletin, die sich auf den Langstreckenlauf spezialisiert hat.

## Sportliche Laufbahn
Erste internationale Erfahrungen sammelte Tereza Hrochová bei den Crosslauf-Europameisterschaften 2018 in Tilburg, bei denen sie nach 22:31 min auf den 58. Platz im U23-Rennen gelangte. Im Jahr darauf wurde sie bei der Sommer-Universiade in Neapel nach 1:19:20 h 13. im Halbmarathon und bei den Halbmarathon-Weltmeisterschaften 2020 in Gdynia lief sie nach 1:12:13 h auf dem 50. Platz ein. 2021 startete sie im Marathonlauf bei den Olympischen Sommerspielen in Tokio und landete dort nach 2:42:25 h auf dem 58. Platz, ehe sie bei den Crosslauf-Europameisterschaften in Dublin nach 29:38 min auf den 48. Platz im Einzelrennen gelangte. 2022 belegte sie bei den Weltmeisterschaften in Eugene mit 2:30:39 h den 17. Platz im Marathonlauf und wurde dann bei den Europameisterschaften in München nach 2:36:00 h 23. Im Jahr darauf wurde sie bei der 1. Liga der Team-Europameisterschaft im Rahmen der Europaspiele in Chorzów mit 16:34,52 min auf den 15. Platz im 5000-Meter-Lauf und im August belegte sie bei den World University Games in Chengdu in 1:14:48 h den vierten Platz im Halbmarathon. Im Dezember lief sie bei den Crosslauf-Europameisterschaften in Brüssel nach 36:37 min auf dem 22. Platz im Einzelrennen ein. 2024 wurde sie bei den Europameisterschaften in Rom in 1:11:38 h 23. im Halbmarathon und anschließend gelangte sie bei den Olympischen Sommerspielen in Paris in 2:30:00 h auf den 26. Platz im Marathonlauf. Im September siegte sie in 1:12:01 h beim Halbmarathon in Ústí nad Labem.
Bei den erstmals ausgetragenen Straßenlauf-Europameisterschaften 2025 in Löwen gelangte sie nach 2:32:15 h auf den neunten Platz über die Marathondistanz.
2022 wurde Hrochová tschechische Meisterin im 5000-Meter-Lauf sowie 2023 über 10.000 Meter. 2021 und 2022 wurde sie Landesmeisterin im Halbmarathon sowie 2023 und 2024 auch im 10-km-Straßenlauf.

## Persönliche Bestleistungen
- 5000 Meter: 16:00,61 min, 4. September 2022 in Cheb
- 10.000 Meter: 33:00,00 min, 5. Juni 2021 in Birmingham
- 10-km-Straßenlauf: 33:10 min, 29. September 2024 in Prag
- Halbmarathon: 1:11:38 h, 9. Juni 2024 in Rom
- Marathon: 2:26:38 h, 18. Februar 2024 in Sevilla